# Rue de la Braie
La rue de la Braie est une artère située sur le territoire de Bruxelles-Ville, l'une des dix-neuf communes de la Région de Bruxelles-Capitale, en Belgique. 
Jadis, cette rue était une impasse, soit l'impasse de la Braie, qui s'ouvrait sur le Vieux Marché aux Grains. En 1790, ladite impasse fut élargie, rectifiée et allongée, pour aboutir à l'actuelle place du Nouveau Marché aux Grains, qui fut créée à la même époque. La rue de la Braie, qui s'étend donc aujourd'hui de la rue du Vieux Marché aux Grains à la place du Nouveau Marché aux Grains, parallèlement à la rue Antoine Dansaert, prit aussi un temps, semble-t-il, le nom de « rue de la Drèche ».   

## Origines du nom

### La légende du chien Moustache
Le nom de « braie » fait invariablement penser aux célèbres braies, ce pantalon gaulois rendu célèbre par Astérix, et ce sans nous soucier de l'utilisation du singulier ou du pluriel. De fait, le vêtement gaulois ne se désigne qu'au pluriel, mais il en fallait plus pour décourager les amateurs de légendes ! Et l'on doit celle, bien sympathique, concernant l'origine du nom de la rue de la Braie, au célèbre démonologue Jacques Colin de Plancy (1793/1794-1881). Ainsi est-il dit qu'un jour de 1670, un marchand de Gembloux nommé Nicolas Peers, accompagné d'un chien baptisé Moustache, et un coutelier namurois du nom de Jean Tilman, faisaient route commune vers Bruxelles. Peers décida de parier avec Tilman que son chien serait capable de retrouver une pièce de monnaie qu'il avait dissimulé près d'un chêne. Le pari fut tenu, un bon déjeuner en étant l'enjeu. Les compères s'éloignèrent bientôt, avant d'envoyer l'animal à la chasse au trésor. Mais lorsque celui-ci revint au pied du chêne, il y découvrit un ouvrier liégeois qui avait d'ores et déjà empoché le butin ! Le patient quadrupède entreprit alors de suivre l'ouvrier, qui le prit en amitié et en fit son compagnon de route. Arrivés à Bruxelles, notre Liégeois et son nouveau compagnon s’installèrent dans une auberge située au coin de la rue de la Drèche et de la rue du Vieux Marché aux Grains. Mais à peine l'ouvrier avait-il déposé son pantalon que le chien alla s'allonger dessus, et ce jusqu'au matin. Le malheureux Peers, lui, ne voyant pas revenir son chien, devait à présent subir les sarcasmes de son compagnon namurois qui se voyait déjà offrir, aux premières heures de l'aube, un plantureux déjeuner. C'était compter sans la vivacité de Moustache ! A l'apparition des premiers rayons du soleil, dès que l'ouvrier liégeois eut ouvert la porte de sa chambre, le chien s'empara de son pantalon et alla rejoindre son maître, pour le lui remettre. Et ce n'est pas sans surprise que Peers et Tilman virent accourir vers eux, Moustache, un pantalon dans la gueule, poursuivi par un Liégeois, jambes dénudées, lui-même suivi par une horde de gamins hilares ! Dans le pantalon, on découvrit la pièce, marquée d'un signe de reconnaissance : le chien avait donc bien rempli sa mission ! Tilman offrit donc le déjeuner, auquel fut aussi convié l'ouvrier liégeois, et nos trois compères, festoyant d'abondance, sombrèrent bientôt dans le faro ! Voilà pourquoi la rue de la Drèche devint la rue de la Braie. 

### Le Moulin à Braie
De manière plus prosaïque, remarquons que le terme « braie », particulièrement utilisé en Brabant, en Flandre et en Artois, apparaît comme un synonyme du mot français « drèche », dont on a vu qu'il avait également servi à nommer l'artère qui nous intéresse et que l'on nomme aussi « malt », c'est-à-dire de l'orge broyée et fermentée qui entre dans la composition de la bière. En thiois (ou flamand), le nom de la rue de la Braie est d'ailleurs « Moutstraat », soit littéralement le rue du « malt ». Or, jadis, au temps de la fondation supposée de Bruxelles par Charles de France, en 979 (?), on comptait dans les environs de Saint-Géry, c'est-à-dire non loin de l'actuelle rue de la Braie, quatre moulins à eau dont l'un était nommé « Moulin à Braie » (Histoire de la Ville de Bruxelles, t.1, Alexandre Henne et A. Wauters, p.18). Jean d'Osta objecte toutefois que le moulin à piler l'orge le plus proche était situé à l'emplacement actuel de la rue Jules Van Praet, qui n'est pas située à proximité de la rue de la Braie. 

## Sources
- Dictionnaire des rues, places...de Bruxelles (1857), Eugène Bochart, Éditions Culture et Civilisation, 1981
- Dictionnaire historique et anecdotique des rues de Bruxelles, Jean d'Osta, Le Livre, 1995, p. 56
- Histoire de la Ville de Bruxelles, t.1, Alexandre Henne et Alphonse Wauters, Éditions Culture et Civilisation, 1968, p. 18
- Légendes bruxelloises, Victor Devogel, TEL/Paul Legrain (Éditions Lebègue, 1914), p. 229-244